# Heteropoda fabrei
Heteropoda fabrei är en spindelart som beskrevs av Simon 1885. Heteropoda fabrei ingår i släktet Heteropoda och familjen jättekrabbspindlar. Inga underarter finns listade i Catalogue of Life.